# NGC 784

NGC 784

NGC 784 هي مجرة دوامة منعت تبعد حول 16 مليون سنة ضوئية تقع في كوكبة المثلث (كوكبة). يقع داخل عنقود مجرات العذراء العظيم.

## وصلات خارجية
- NGC 784 على موقع ويكي سكاي: DSS2, SDSS, GALEX, IRAS, Hydrogen α, X-Ray, Astrophoto, Sky Map, Articles and images